# Кафр-эд-Дурра
Кафр-эд-Дурра (араб. كفر الدرة‎) — деревня на северо-западе Иордании, расположенная на территории мухафазы Аджлун. Входит в состав района Аджлун.

## Географическое положение
Деревня находится в северной части мухафазы, в гористой местности, к востоку от реки Иордан, на расстоянии приблизительно 34 километров (по прямой) к северо-западу от столицы страны Аммана. Абсолютная высота — 1020 метров над уровнем моря.

## Население
По данным официальной переписи 2015 года численность население составляла 11 человек (5 мужчин и 6 женщин). В деревне насчитывалось 2 домохозяйства.
Динамика численности населения Кафр-эд-Дурры по годам:
| 1994 | 2015 |
| ---- | ---- |
| 3    | 11   |

## Транспорт
Ближайший аэропорт расположен в городе Амман.